# Рогалик (Миллеровский район)
Рога́лик — слобода в Миллеровском районе Ростовской области, недалеко от границы с Украиной. Входит в состав Сулинского сельского поселения.

## География
Слобода расположена на реке Рогалик (бассейн Дона).

### Улицы
| - ул. 1 Мая, - ул. Дачная, - ул. Дружбы, - ул. Мира, - ул. Победы, - ул. Подгорная, - ул. Речная, | - пер. Горный, - пер. Заречный, - пер. Межевой, - пер. Садовый, - пер. Степной. |

## История
Было лютеранское село на собственной земле, основанное в 1893 году. На левом берегу реки Рогалик, в 25 км к северо-западнее Миллерова. Основатели — из молочанских колоний (Таврическая губерния). Лютеранский приход Ростов-Рыновка.
Земли 2760 десятин (1909). Садоводство, рыбоводство, кирпичный завод, паровая мельница В. Решке и Г. Шамея, торговля сельхозпродукцией. Начальная школа (1926). В 1918—1941 годах умерли от голода 5 человек, депортированы 31 человек.
Жители: 291 (1904), 250 (1909), 330 (1915), 344 (1920), 318 (1926), 386 (1941).
В 1893 году на территории Мальчевско-Полненской волости была образована немецкая колония Таврида, или просто Колонка. Её основали немцы-лютеране, в основном молодые семьи, предки которых в 1804 году прибыли из Польши в Таврическую губернию по приглашению Российского правительства. Земли, около 3000 десятин, использованные ранее для выпаса овец, были куплены у помещика Льва Тарасова, находились на левом берегу реки Рогалик, в 25 км от города Миллерово и в 1 км от села Рогалик.
Эта немецкая колония располагалась рядом с хутором Рогалик. Согласно «Списку землевладельцев Донецкого округа Мальчевско-Полненской волости Донского отделения поземельного банка» в колонке Таврида самыми крупными землевладельцами считались Эсе Иоган Фердинандович — 160 дес., Шамей Альберт Генрихович — 107 дес., Шамей Генрих Генрихович — 160 дес., Решке Вильгельм Фридрихови — 250 дес. Все лютеранского вероисповедания, Российского подданства (1915 год).
В советское время Таврида вошла в состав Рогалика. Дома некоторые сохранились, в них живут сельчане. Несколько домов были объединены в одно здание, и там долгие годы существовала Рогаликовская школа.

## Население
| 2010 |
| ---- |
| 564  |